# Hartford (Arkansas)
Hartford est une ville située dans l’État américain de l'Arkansas, dans le comté de Sebastian.